# Plan Mondelli
Plan Mondelli fue la denominación que se le dio a un plan económico ortodoxo que se intentó implementar en la República Argentina en las postrimerías del gobierno de Isabel Martínez de Perón, así denominado por haber sido su impulsor el ministro de economía Emilio Mondelli, y con el cual se intentaba poner fin a la espiral hiperinflacionaria que había desatado en el país el mega-ajuste conocido como el "Rodrigazo".

## Antecedentes
A partir de la renuncia a la cartera económica del ministro José Ber Gelbard en octubre del año 1974, enfrentado con el poderoso ministro de Bienestar Social José López Rega, desde los sectores empresariales tradicionales y el establishment local se comenzó a presionar al gobierno peronista para que llevara adelante un “sinceramiento de la economía”, aduciendo el atraso no sólo del tipo de cambio (que impedía las exportaciones), sino también el de las tarifas de los servicios públicos, todo lo cual contribuía al déficit fiscal.
El reclamo empresarial conllevaba asimismo una reformulación de la política de ingresos para los sectores asalariados del gobierno peronista, que en 1974 había alcanzado niveles históricos con una participación de casi el 46% del PBI (cercano al famoso “fifty-fifty” enunciado por Juan Domingo Perón en su visita a la CGT en noviembre de 1973) con una de las tasas de desocupación más bajas de la historia (3,3% en 1974), pero que según los empresarios alimentaba el incipiente proceso inflacionario. 
Sin embargo, el atraso en el tipo de cambio y en las tarifas públicas sobre el que reclamaban los sectores del empresariado era responsabilidad de las gestiones económicas que entre 1966 y 1972 llevó adelante la autodenominada Revolución Argentina, que de la política económica del gobierno constitucional que asumió el 25 de mayo de 1973 con Gelbard como ministro de economía. En este sentido, la inflación anual en el último año de la Revolución Argentina (1972) fue del 61%, la cual se logró disminuir drásticamente al 17% anual durante el primer año de vigencia del Pacto Social del gobierno peronista.
El sucesor de Gelbard, Alfredo Gómez Morales, un economista considerado de la “vieja guardia peronista”, asumió en un contexto externo muy crítico debido a la profundización de los efectos inflacionarios de la crisis del petróleo desatada en 1973 que duplicó los valores de los combustibles, a lo que se sumó el fuerte deterioro de los términos del intercambio, provocando la caída de los precios de exportación y el ascenso de los precios de los insumos importados. Por ello intentó aplicar una política de ajuste gradual, en contra de lo reclamado por los sectores del establishment que eran partidarios de una “política de shock”.
La falta de apoyo empresarial, evidenciada en una notable caída de la inversión privada y en el comienzo del desabastecimiento de algunos productos de primera necesidad, hace fracasar la gestión de Gómez Morales, que por pedido de López Rega presenta su renuncia el 1 de junio de 1975.
Al mismo tiempo el ministro de Bienestar Social ya había mantenido reuniones con un grupo de empresarios y de economistas ortodoxos y liberales a los que les anticipó que había logrado convencer a la viuda del general Perón para que accediera a la implementación de un severo plan de ajuste con política de shock incluida, siempre y cuando se reservara para él el nombre del nuevo ministro de economía. Así, la designación recayó en un estrecho colaborador de López Rega, el ingeniero Celestino Rodrigo, delegándose la conformación del resto del equipo económico en el economista ultraliberal Ricardo Zinn nombrado Secretario de Coordinación y Programación Económica y quien, como reconocería años después, fue el mentor del mega-ajuste ortodoxo.
El brutal “sinceramiento de la economía” aplicado por Rodrigo a partir del 4 de junio de 1975 (que incluyó una devaluación del peso del 150%, un incremento en el precio de los combustibles del 180%, un aumento del 120% en las tarifas de los servicios públicos, y una suba salarial de solo el 46% en promedio), benefició ampliamente a los sectores más poderosos del empresariado que vieron licuadas sus deudas en pesos, pero produjo una aguda crisis en los sectores medios, asalariados y bajos que vieron caer dramáticamente sus ingresos, incrementando la conflictividad gremial y social en el país hasta tal punto que el 4 de julio de 1975 los sindicatos nucleados en la CGT decretaron un paro general por 48 hs. para los días 7 y 8 de julio, el primero en la historia contra un gobierno peronista.
Como consecuencia de los paros y las movilizaciones, el sector lopezrreguista del gobierno, incluido Rodrigo y su equipo económico, tuvieron que presentar la renuncia a poco menos de 50 días de anunciado el mega-ajuste. El mismo López Rega se vio forzado a abandonar el país en medio de las protestas generalizadas. 
La aplicación del Rodrigazo generó una espiral hiperinflacionaria imposible de contener, dando inicio al descalabro económico del gobierno constitucional y sumiéndolo en una crisis política compleja, que se llevó otro ministro de economía en tan solo 20 días (Pedro Bonanni), hasta que en agosto de 1975, con el respaldo del sindicalismo peronista, asume la cartera económica Antonio Cafiero y pone en práctica una política heterodoxa y keynesiana, que no obstante la gravedad de la crisis evitó profundizarla, logrando en esa precariedad de condiciones y sin el apoyo de las cámaras empresariales disminuir hacia fines de 1975 la tasa de inflación al 9% mensual en noviembre de 1975.  Sin embargo, la oposición de las cámaras empresarias nucleadas en la APEGE (Asamblea Permanente de Entidades Gremiales Empresarias) a la política económica y al nuevo proyecto de reforma impositiva presentado por Cafiero, se tradujo en la implementación de medidas de lock-out que hacia fines de enero de 1976 comenzaron a desabastecer al país, logrando esa fuerte presión empresarial que la viuda de Perón decidiera un cambio del rumbo económico, tal como lo pedían las cámaras empresarias, y le solicitara la renuncia al ministro de economía en los primeros días de febrero de 1976.

## Mondelli Ministro de Economía: El Plan
Isabel Perón, siguiendo el consejo de su círculo de asesores más cercano (conocido como “el entorno”), nombró como nuevo ministro de Economía al presidente del BCRA Emilio Mondelli, quien era partidario de dar un giro de 180 grados en la política económica y volver a llevar adelante otro plan de ajuste de tipo ortodoxo con el fin de congraciar al gobierno peronista con los grupos empresarios de la APEGE y para que levantaran las medidas de lock-out que venían implementando. Además, 1976 era un año electoral (el 12 de diciembre de 1976 se llevarían a cabo las nuevas elecciones presidenciales) y el gobierno consideraba que con un plan económico que contara con el apoyo de los grupos empresariales más poderosos y los sindicatos iba a poder reordenar la economía.
Mondelli juró el cargo el 4 de febrero de 1976 y ya en sus primeras declaraciones públicas dejó en claro que el nuevo plan económico sería de ajuste netamente ortodoxo y sesgo liberal (aumento de las tarifas de los servicios públicos, devaluación del tipo de cambio, incremento salarial muy por debajo de las subas tarifarias y de la devaluación del peso, apertura de negociaciones con el FMI). Así Mondelli, que hasta hacía pocos días antes había sido el encargado de la autoridad monetaria como presidente del BCRA, en una reunión que mantuvo en el Congreso con un grupo de legisladores llamativamente sostuvo:

”nunca hemos tenido una desproporción tan grande entre ingresos y gastos fiscales, y nunca un mas desatado emisionismo.”

Esas declaraciones llevaron alarma a los jefes sindicales peronistas de la CGT Casildo Herrera y de las 62 Organizaciones Lorenzo Miguel, que tras reunirse con la viuda del general Perón lograron retrasar el anuncio de las medidas de ajuste. Sin embargo, el 5 de marzo de 1976, en un discurso transmitido por la cadena nacional de radio y televisión, Mondelli anunció el “Plan de Emergencia Económica” que en sus principales medidas disponía aumentos en las tarifas de los combustibles, servicios públicos y transporte de hasta el 150%, un incremento salarial del 12%, una devaluación del peso del 22%, así como también una “tregua social” de 180 días durante la cual los diferentes sectores “deberían postergar todas las reclamaciones”.
A partir del anuncio del Plan Mondelli los hechos se desencadenaron vertiginosamente. Al día siguiente distintas regionales del interior de la CGT (entre las que se encontraban principalmente las de las provincias de Mendoza, Santa Fe y San Juan) manifestaron públicamente su categórico rechazo a las medidas económicas anunciadas, desencadenándose una ola de paros y protestas que con el correr de los días se fue extendiendo a las bases de los principales gremios de todo el país. El día 8 de marzo, al ver la rápida generalización de los reclamos, el secretariado de la CGT convocó de urgencia a su máximo órgano el Comité Central Confederal, para analizar las acciones a seguir. Ante este panorama y para intentar detener el caos que se había desatado, el 10 de marzo la viuda de Perón concurrió con el ministro de Economía a la propia sede cegetista y, en medio de silbatinas y abucheos que incluyeron a la misma cúpula sindical, anunció una elevación del aumento salarial del 12% al 20%, y la creación de un Instituto de las Remuneraciones, todo lo cual también fue rechazado por insuficiente por los principales gremios, que continuaron con los paros y las movilizaciones. El desconcierto que provocó en el gobierno las reacciones contra el Plan Mondelli llegó hasta tal punto que el día 17 de marzo (una semana antes del golpe militar) el ministro del Interior, el “ultraverticalista” Roberto Ares, tuvo que salir a declarar que “el verdadero plan económico se conocerá en 30 días” (sic), desautorizando, en los hechos, todas las medidas anunciadas por Mondelli.-

## Resultados
El plan, un nuevo intento de los sectores del establishment de utilizar al gobierno peronista para desacreditarlo ante la sociedad reeditando un ajuste de tipo ortodoxo como en el Rodrigazo, no sólo fue inmediatamente rechazado por los principales gremios industriales, de servicios y de transportes del país (que, como se señaló, al día siguiente de su anuncio comenzaron una ola de paros y huelgas por tiempo indeterminado), sino que además careció del más mínimo apoyo de los restantes sectores políticos y económicos (prácticamente resignados los unos o directamente alentando la inminencia del golpe militar los otros), y todo ello en el marco de un llamativo resurgimiento por esos mismos días de la actividad subversiva (con atentados, asesinatos de dirigentes sindicales y secuestros), tanto de extrema izquierda como de ultraderecha. Por ello, el Plan Mondelli vino a terminar de completar el descalabro económico iniciado con el Rodrigazo, agravando la crisis en la que se encontraba el país, y fue el detonante que propició las condiciones de caos generalizado para el golpe militar que el 24 de marzo de 1976 derrocó al gobierno constitucional, a falta de nueve meses para las nuevas elecciones presidenciales, e instauró el autodenominado Proceso de Reorganización Nacional.-